# Mórágy megállóhely
Mórágy megállóhely egy Tolna vármegyei vasúti megállóhely Mórágy község területén, a MÁV üzemeltetésében. A község Kismórágy nevű településrészének nyugati szélén helyezkedik el, a Lajvér-patak mellett; közúti elérését az 5603-as útból délnek kiágazó 56 301-es számú mellékút biztosítja.
A megálló a Rockenbauer Pál Dél-dunántúli Kéktúra egyik pecsételő pontja.

## Története
A megállóhelyen 2009. december 13-ától több mint tíz éven át szünetelt a személyforgalom. 2021. április 11-étől azonban újra megállnak itt a vonatok.

## Vasútvonalak
A megállóhelyet az alábbi vasútvonalak érintik:
- Dombóvár–Bátaszék-vasútvonal

## Kapcsolódó állomások
A megállóhelyhez az alábbi állomások vannak a legközelebb:
- Mőcsény megállóhely (Dombóvár–Bátaszék-vasútvonal)
- Bátaszék vasútállomás (Dombóvár–Bátaszék-vasútvonal)

## Forgalom
| Járat        | Útvonal | Gyakoriság   |
| ------------ | --- | ------------ |
| személyvonat | Dombóvár – Csikóstőttős – Mágocs-Alsómocsolád – Szalatnak – Szászvár – Máza-Szászvár – Váralja – Nagymányok – Hidas-Bonyhád – Cikó – Mőcsény – Mórágy – Bátaszék – Alsónyék – Pörböly – Baja-Dunafürdő – Baja | Napi 5-6 pár |